# David Patten
David Patten (19 de agosto de 1974 – 2 de setembro de 2021) foi um jogador de futebol americano que jogava como wide receiver na National Football League (NFL). Formado na Universidade de Western Carolina, ele atuou pelo Washington Redskins, New Orleans Saints, Cleveland Browns e New England Patriots. Ele venceu três Super Bowls (XXXVI, XXXVIII e XXXIX) com os Patriots. Ele faleceu em 2021 num acidente de moto.